# Sliwarowo
Sliwarowo (bułg. Сливарово) – wieś w Bułgarii, w obwodzie Burgas, w gminie Małko Tyrnowo. W 2023 roku liczyła 3 mieszkańców.